# Fuente Dé
Fuente Dé is een van de meest toeristische plaatsen in de Spaanse regio Cantabrië. Het ligt aan de voet van het massief van Urrieles, het centrale massief van de Picos de Europa, en bestaat uit niet meer dan een hotel, een restaurant en het grondstation van de kabelbaan El Cable naar het 750 m hoger gelegen uitzichtpunt Mirador de El Cable.

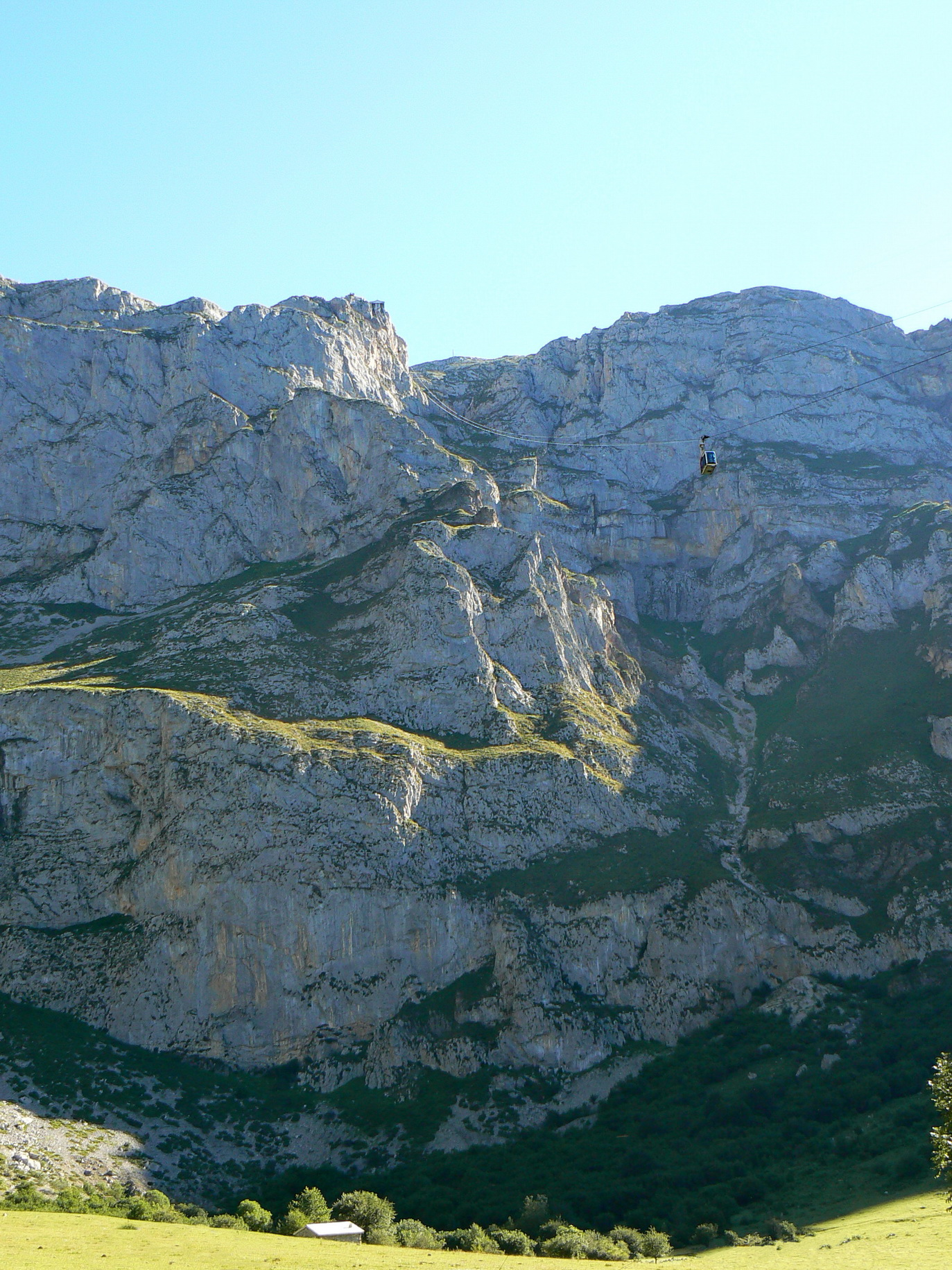
Fuenté De, El Cable

Fuente Dé ligt in een keteldal, het Circo de Fuente Dé, dat grotendeels bedekt is met beukenbossen, en waarin de rivier Río Deva ontspringt.
Fuente Dé maakt deel uit van de gemeente Camaleño.